# 中央 (相模原市)
中央（ちゅうおう）は、神奈川県相模原市中央区の町名。現行行政地名は中央一丁目から中央六丁目。住居表示実施済区域。

## 地理
中央区の中央部に位置し、北に相模原、東に富士見と千代田、南に横山、西に清新と接している。

### 地価
住宅地の地価は、2023年（令和5年）1月1日の公示地価によれば、中央5-6-5-2の地点で18万9000円/m2となっている。

## 世帯数と人口
2020年（令和2年）10月1日現在（国勢調査）の世帯数と人口（総務省調べ）は以下の通りである。
| 丁目       | 世帯数    | 人口    |
| ---------- | --------- | ------- |
| 中央一丁目 | 528世帯   | 1,022人 |
| 中央二丁目 | 233世帯   | 490人   |
| 中央三丁目 | 378世帯   | 823人   |
| 中央四丁目 | 422世帯   | 940人   |
| 中央五丁目 | 687世帯   | 1,489人 |
| 中央六丁目 | 516世帯   | 1,077人 |
| 計         | 2,764世帯 | 5,841人 |

### 人口の変遷
国勢調査による人口の推移。
| 年                 | 人口  |
| ------------------ | ----- |
| 1995年（平成7年）  | 4,738 |
| 2000年（平成12年） | 5,334 |
| 2005年（平成17年） | 5,524 |
| 2010年（平成22年） | 5,631 |
| 2015年（平成27年） | 5,653 |
| 2020年（令和2年）  | 5,841 |

### 世帯数の変遷
国勢調査による世帯数の推移。
| 年                 | 世帯数 |
| ------------------ | ------ |
| 1995年（平成7年）  | 1,902  |
| 2000年（平成12年） | 2,194  |
| 2005年（平成17年） | 2,379  |
| 2010年（平成22年） | 2,450  |
| 2015年（平成27年） | 2,519  |
| 2020年（令和2年）  | 2,764  |

## 学区
市立小・中学校に通う場合、学区は以下の通りとなる（2023年5月時点）。
| 丁目       | 番・番地等 | 小学校               | 中学校               |
| ---------- | ---------- | -------------------- | -------------------- |
| 中央一丁目 | 全域       | 相模原市立清新小学校 | 相模原市立清新中学校 |
| 中央二丁目 | 全域       | 相模原市立中央小学校 | 相模原市立中央中学校 |
| 中央三丁目 | 全域       | 相模原市立中央小学校 | 相模原市立中央中学校 |
| 中央四丁目 | 全域       | 相模原市立清新小学校 | 相模原市立清新中学校 |
| 中央五丁目 | 全域       | 相模原市立清新小学校 | 相模原市立清新中学校 |
| 中央六丁目 | 全域       | 相模原市立中央小学校 | 相模原市立中央中学校 |

## 事業所
2021年（令和3年）現在の経済センサス調査による事業所数と従業員数は以下の通りである。
| 丁目       | 事業所数  | 従業員数 |
| ---------- | --------- | -------- |
| 中央一丁目 | 73事業所  | 824人    |
| 中央二丁目 | 78事業所  | 5,125人  |
| 中央三丁目 | 137事業所 | 1,031人  |
| 中央四丁目 | 50事業所  | 662人    |
| 中央五丁目 | 35事業所  | 509人    |
| 中央六丁目 | 60事業所  | 344人    |
| 計         | 433事業所 | 8,495人  |

### 事業者数の変遷
経済センサスによる事業所数の推移。
| 年                 | 事業者数 |
| ------------------ | -------- |
| 2016年（平成28年） | 433      |
| 2021年（令和3年）  | 433      |

### 従業員数の変遷
経済センサスによる従業員数の推移。
| 年                 | 従業員数 |
| ------------------ | -------- |
| 2016年（平成28年） | 4,056    |
| 2021年（令和3年）  | 8,495    |

## 交通

### 鉄道
町内に鉄道駅はない。

### 道路
- 国道16号
- 神奈川県道・東京都道503号相模原立川線

## 施設
- 相模原市役所
- 相模原市民会館
- 相模原市立産業会館
- NTT新相模原ビル
- ユニクロ 相模原中央店
- goodayplace相模原

## その他

### 日本郵便
- 郵便番号 : 252-0239[3]（集配局 : 相模原郵便局[15]）。